# Kurt Denzer
Kurt Denzer (* 4. August 1939 in Berlin; † 12. November 2021) war ein deutscher Regisseur und Dokumentarfilmer.

## Werdegang
Denzer begann in seiner Schülerzeit in Detmold mit dem Filmen. 1956 gewann er beim Lippischen Amateur-Film-Club-Wettbewerb für einen Kurzfilm einen ersten Preis. Nach Abitur am Leopoldinum Detmold nahm er das Lehramtsstudium in Innsbruck und Kiel auf (deutsche und lateinischen Philologie, Philosophie, Kunstgeschichte). Er blieb als Mitglied der Film-Arbeitsgemeinschaft im Studentenwerk Kiel dem Film verbunden. Die Filmarbeitsgemeinschaft leitete er von 1979 bis 1988.
Nach einer Dissertation zur Filmtheorie (Untersuchung zur Filmdramaturgie des Dritten Reichs) legte er das Staatsexamen ab und arbeitete nach dem Referendariat im Schuldienst.
Von 1988 bis 2004 war Denzer Leiter der Arbeitsgruppe Film der Christian-Albrechts-Universität zu Kiel. Bekannt wurde Denzer in den 1990er Jahren mit Dokumentarfilmen über die Wikingersiedlung in Haithabu. Er leitete ab 1993 CINARCHEA – Internationales Archäologie-Film-Kunst-Festival, das in Kiel ausgetragen wurde. Von 1995 bis 1997 war er Vorstandsmitglied der Arbeitsgemeinschaft Dokumentarfilm. 1996 erhielt er die Verdienstmedaille des Verdienstordens der Bundesrepublik Deutschland für Gründungen mehrerer Filminitiativen und seine langjährige Verbandsarbeit.
Filmausrüstung und Bibliothek Denzers sind seit 2019 komplett der Sammlung Stern im Altertumswissenschaftlichen Filmarchiv der Georg-August-Universität Göttingen übergeben.

## Filmische Werke
Wenn nicht anders angegeben, Auflistung von Onlinefilm.de
- A propos Haithabu ... noch Fragen?, 2015, Deutschland, 37 Min.[5]
- Dack ut Delv, 2004, Deutschland, 21 Min.
- Das Gold des Nordens – Die Bernsteinperle, 2003, Deutschland, 3 Min.
- Der Schlitten der Steinzeit – Transport eines Megalithen Deutschland, 2003, 3 Min.[6]
- Wasser – Wolken – Wissenschaft, 2000, Deutschland, Länge: 24 Min., Buch & Regie: Kurt Denzer
- Der hölzerne Kalender, 1994, Deutschland, 12:30 Min.
- Düster, dunkel, knapp belichtet, 1991, Deutschland, 5 Min., Buch & Produktion: Kurt Denzer[5]
- Wer befreite Helgoland?; Dokumentarfilm, BR Deutschland, 1990–92, 90 Minuten, Regie: Kurt Denzer, Verleih: Freunde der Deutschen Kinemathek[7]
- Vom Baum zum Einbaum, 1989, Deutschland, 16:30 Min.
- Mit Shangri-La auf Wikinger-Kurs, 1987, Deutschland, 90 Min.
- Die Welt der Wikinger, 1986, Deutschland, 38 Min.
- Das Haithabu-Schiff, 1985, Deutschland, 30 Min.
- Die Glocke von Haithabu, 1981, Deutschland, 23 Min.
- Geophysiker auf den Spuren der Wikinger, 1980, Deutschland, 17 Min.
- Floret Academia – ein deutsches Universitätsjubiläum 1965, BRD, 1965, 10 Min., Kamera, Schnitt, Produktion: Kurt Denzer, Hersteller: Film-AG im Studentenwerk Kiel.[5]
- Sein Bruder – Jugenddrama, 1960, Experimentalfilm[8]

## Preise und Festivalteilnahmen
- 1. Preis beim Lippischen Amateur-Film-Club-Wettbewerb für einen Kurzfilm
- 45. Nordische Filmtage Lübeck: Der Schlitten der Steinzeit – Transport eines Megalithen, Deutschland/Germany 2003; 3 Min.; Regie, Kamera, Schnitt und Produzent: Kurt Denzer; Drehbuch: Kurt Denzer & Harm Paulsen; AG Film der Universität Kiel[9]

## Ehrenämter
- Mitglied der Jury des Medienpreises des Schleswig-Holsteinischen Heimatbundes 1997[10]

## Schriften
- Kurt Denzer (Hrsg.) (2010): Cinarchea. Das internationale Archäologie-Film-Kunst-Festival 1992–2010. Eine Chronik, Verlag Ludwig, Kiel, 2010, ISBN 978-3-86935-027-1.
- Kurt Denzer (Hrsg.) (2003): Funde, Filme, falsche Freunde. Der Archäologiefilm im Dienst von Profit und Propaganda. Verlag Ludwig, Kiel, ISBN 978-3-933598-72-1